# Camellia ilicifolia
Camellia ilicifolia är en tvåhjärtbladig växtart som beskrevs av Y.K. Li och Hung T. Chang. Camellia ilicifolia ingår i släktet Camellia och familjen Theaceae. Utöver nominatformen finns också underarten C. i. neriifolia.